# Explosionstät kapsling
Explosionstät kapsling är en av många utförandeformer för elektrisk (främst) samt mekanisk utrustning för explosiv gasatmosfär. Gällande standard är SS-EN 60079-1 i kombination med standarden för allmänna fordringar SS-EN 60079-0. På engelska kallas utförandet "Flameproof enclosure". En liknande, men inte identisk, amerikansk utförandeform är "Explosion proof enclosure".
Utförandeformen ger skydd genom att de delar som kan antända en explosiv atmosfär är inneslutna i en kapsling som kan motstå det tryck som uppstår då en explosiv atmosfär exploderar inne i kapslingen och att explosionen inte sprids till en explosiv atmosfär utanför kapslingen. I kapslingen får det finnas utrustning som vid normal drift kan ge upphov till gnistor och/eller höga yttemperaturer. 

## Användning
Utförandeformen Exd används bland annat för elmotorer, manöverlådor, strömbrytare, elcentraler, eluttag, belysningsarmaturer, elradiatorer och HF-don (högfrekvensdon, i lysrörsarmaturer som huvudsakligen är i utförande Ex e).

### Explosionstäta spalter
För att kapslingen ska kunna motstå en intern explosion är den nästan alltid försedd med spalter som avlastar explosionstrycket och samtidigt kyler utströmmande brinnande atmosfär så att den släcks, varför en yttre eventuellt explosiv atmosfär inte antänds. 

### Explosionsgrupperna IIA, IIB och IIC
Förmågan till tändande flamgenomslag i spalter skiljer sig för olika ämnen. Bland annat därför indelas dessa i olika så kallade explosionsgrupper som är benämnda IIA, IIB och IIC. Samma indelning används för atmosfärers förmåga att antändas genom olika gnistenergi. Kraven på spalternas utformning är olika för de olika explosionsgrupperna. Den farligaste explosionsgruppen, för vilken de högsta kraven ställs, är IIC. Kapslingar för denna explosionsgrupp måste normalt ha gängade lock, vilket såväl fördyrar materielen som försvårar användning och underhåll. Vätgas, som är vanligt i explosionsfarliga anläggningar, ingår i explosionsgruppen IIC, men är inte värre än att spalter kan göras med bultförband istället för gängor. Det finns därför också explosionstäta kapslingar för IIB+H2.

### Skyddsnivåer för olika zoner
Områden indelas efter hur ofta och hur länge de bedöms kunna ha explosiv atmosfär i zonerna 0, 1 och 2, där 0 är farligast. Högre krav ställs där risken kan förekomma mer frekvent eller långvarigt. 
- Utförande Ex da (ATEX utrustningskategori 1G) för zon 0.

(Endast för katalytiska givare på portabla gasdetektorer och införd först 2014.)
- Utförande Ex db (ATEX utrustningskategori 2G) för zon 1.

(Betecknades tidigare Ex d.) 
- Utförande Ex dc (ATEX utrustningskategori 3G) för zon 2.

(Har tillkommit genom överföring av krav för viss zon 2-utrustning enligt Ex nC från SS-EN 60079-15 till SS-EN 60079-1.)

### Antändning genom het yta
Den högsta yttemperaturen, vid fel enligt krav för skyddsnivå, som kan uppstå på kapslingens utsida bestämmer utrustningens temperaturklass T1-T6.

## Köp av standard
Elstandard kan köpas av SEK Svensk Elstandard och av Svenska institutet för standarder, SIS. Standarden hanteras av SEK tekniska kommitté TK31.